# Terry O’Neill

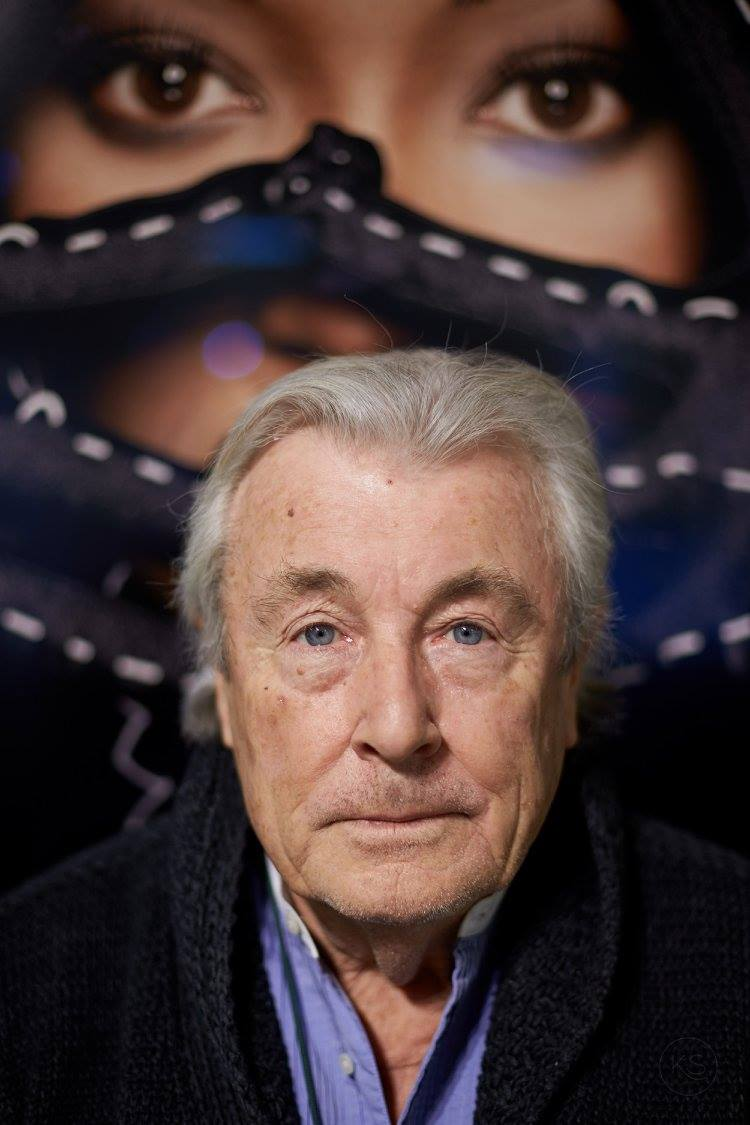
Terry O’Neill, 2016

Terence Patrick „Terry“ O’Neill CBE (* 30. Juli 1938 in London; † 16. November 2019 ebenda) war ein britischer Fotograf.

## Leben
Der Sohn eines Ford-Angestellten und einer Hausfrau verließ mit 14 Jahren vorzeitig die Schule, um Jazzmusiker zu werden. Bis zu seinem 18. Lebensjahr, als er zur britischen Armee musste, war er Schlagzeuger in einer Band.
Nach seinem Militärdienst arbeitete er als Flugbegleiter bei British Airways (BA) mit dem Hintergedanken, preisgünstig in die USA zu kommen, wo er als Musiker Karriere machen wollte. Parallel bewarb er sich als Fotograf bei BA bei der Abteilung für technische Fotografie. Zur Ausbildung gehörte das Fotografieren von Flugzeug-Einrichtungen und Flughafen-Reportagen.
Durch seinen Schnappschuss des britischen Innenministers, den O’Neill schlafend im Flughafengebäude aufgenommen hatte, wurde die englische Zeitung Daily Sketch auf ihn aufmerksam und engagierte den jungen Fotografen. Später wechselte er für einen Wochenlohn von 75 Pfund zur Sunday Dispatch. Er arbeitete zunächst in London und fotografierte unter anderem die Beatles, die Rolling Stones und das Model Twiggy. In den 1970er Jahren ging er nach Hollywood, wo er mit Fred Astaire, Liz Taylor und Frank Sinatra zusammenkam und unter anderem für die Magazine Playboy und Life arbeitete.
Sein nach eigener Aussage bestes Foto zeigt Faye Dunaway im Jahr 1977 am Morgen nach der Oscar-Verleihung für Network am Swimmingpool des „Beverly Hills Hotels“. Aus der Verbindung mit der Schauspielerin, die er erst 1983 heiratete, sich von ihr aber schon 1987 wieder trennte, stammt Sohn Liam (* 1980). Zuletzt lebte O’Neill mit seiner dritten Ehefrau, einer Modelagentin, in London.
O’Neills Fotos sind in der National Portrait Gallery (London) ausgestellt. Der nach ihm benannte „Terry O’Neill Award“, dessen Jury er auch angehörte, wird alljährlich an britische unabhängige Fotografen vergeben.

## Werke
- Buch: Celebrity: The Photographs of Terry O’Neill. Englischer Bildband zur gleichnamigen Ausstellung, Trafalgar Square, 2003, ISBN 0-316-72445-9
- Buch: Terry O’Neill: The Art of Photography. Chris Beetles Gallery (Hrsg.), ISBN 978-1-871136-95-1
- VHS-Video: Terry O’Neill – His England, His Ireland. Studio Wienerworld Ltd, 1990